# Конституционный референдум в Лихтенштейне (2003)
Конституционный референдум в Лихтенштейне о полномочиях князя прошёл 14 марта 2003 года. Референдум имел два вопроса: «Княжеская инициатива» и «Конституционная мирная инициатива». Первый вопрос был одобрен 64,32 % голосов, а второй был отклонен 83,44 % голосов избирателей.
В княжеской инициативе избиратели должны были одобрить расширение полномочий князя Лихтенштейна по роспуску правительства, назначению судей и накладыванию вето на законодательство.
Конституционная мирная инициатива касалась конституционных изменений, включая изменения, которые ограничивали бы полномочия принца. После референдума BBC заявила, что референдум фактически превратил Лихтенштейн в «абсолютную монархию». В декабре 2012 года Венецианская комиссия Совета Европы опубликовала всеобъемлющий отчёт, в котором анализируются поправки, в которых указывается, что они не совместимы с европейским стандартом демократии. Князь Ханс-Адам II угрожал покинуть страну и жить в изгнании в Вене, если избиратели решат ограничить его полномочия.

## Результаты

### Княжеская инициатива
| Выбор                               | Голоса | %    |
| ----------------------------------- | ------ | ---- |
| За                                  | 9 412  | 64,3 |
| Против                              | 5 221  | 35,7 |
| Недействительных/пустых бюллетеней  | 212    | -    |
| Всего                               | 14 845 | 100  |
| Зарегистрированных избирателей/Явка | 16 932 | 87,7 |
| Источник: Nohlen & Stöver           |        |      |

### Конституционная мирная инициатива
| Выбор                               | Голоса | %    |
| ----------------------------------- | ------ | ---- |
| За                                  | 2 394  | 16,6 |
| Против                              | 12 065 | 83,4 |
| Недействительных/пустых бюллетеней  | 386    | -    |
| Всего                               | 14 845 | 100  |
| Зарегистрированных избирателей/Явка | 16 932 | 87,7 |
| Источник: Nohlen & Stöver           |        |      |